# 急流鈍頭鮠
急流鈍頭鮠，為輻鰭魚綱鯰形目鈍頭鮠科的其中一種，為亞熱帶淡水魚類，分布於亞洲印度淡水流域，體長可達9.6公分，棲息在底層水域，生活習性不明。

## 扩展阅读
維基物種上的相關：急流鈍頭鮠